# رون هورتون
رون هورتون (بالإنجليزية: Ron Horton)‏ هو موسيقي أمريكي، ولد في 1960 في بيثيسدا في الولايات المتحدة.

## وصلات خارجية
- رون هورتون على موقع ميوزك برينز (الإنجليزية)
- رون هورتون على موقع ديسكوغز (الإنجليزية)